# Торф похований
Торф похований (рос. торф погребенный, англ. buried peat, нім. überdeckter Torf m, Interglazialtorf m) — торф, що відклався в міжльодовиковий період; звичайно перекритий товщею льодовикових відкладів. Відклади Т.п. перекриті мореною, підстилаються часто сапропелем, на якому залягають гіпнові і осоково-гіпнові торфи. У нашаруванні відкладів Т.п. зустрічаються осокові, шейхцерієві, сфагнові, деревно-мохові і інш. види торфів перев. низинного типу. Потужність пласта разом з сапропелем 0,7-4 м. Т.п. характеризується підвищеною щільністю, низькою вологістю (45-61 %), зольністю понад 8 %. Зустрічаються залишки рослин, які характерні для більш південних широт (Brasenia purpurea, Tilla platyphylos, Aldrovanda vesiculosa, Stratiotes aloides, Najas minor і інш.). У складі золи П.т. переважає SiO2. Груповий хім. склад в порівнянні з сучасними торфами низинного типу характеризується значним зменшенням водорозчинних речовин. Зустрічається на тер. України, Бєларусі, РФ, країн Балтії.

## Інші види торфу
| - Фускум-торф - Фрезерний торф - Магелланікум-торф - торф вербовий - торф верховий - торф гіпновий | - торф деревний - торф деревно-моховий - торф деревно-трав'яний - торф мезотрофний - торф моховий - торф низинний - торф перехідний | - торф похований - торф сфагновий - торф трав'яний - торф тростинний - торф хвощевий - торф шейхцерієвий - торф ялинковий |